# Stazione di Minato
La stazione di Minato (湊駅?, Minato-eki) è una stazione ferroviaria delle Ferrovie Nankai situata nel quartiere di Sakai-ku nella città di Sakai della prefettura di Osaka in Giappone. La stazione è servita dalla linea principale delle ferrovie Nankai.

## Linee e servizi

### Treni
Ferrovie Nankai
● Linea principale Nankai

## Struttura
La stazione è dotata di un marciapiede a isola centrale servente due binari su viadotto.
| 1 | ● Linea principale Nankai | per Hagoromo, Kishiwada, Izumisano, Kansai Aeroporto e Wakayamashi |
| 2 | ● Linea principale Nankai | per Sakai, Tengachaya e Namba                                      |

## Stazioni adiacenti
| «                       | Servizio                | »                       |
| Linea Nankai principale | Linea Nankai principale | Linea Nankai principale |
| ----------------------- | ----------------------- | ----------------------- |
| Sakai                   | Locale                  | Ishizugawa              |
| Sakai                   | Semiespresso            | Ishizugawa              |
| Transito                | Espresso sezionale      | Transito                |
| Transito                | Espresso aeroporto      | Transito                |
| Transito                | Espresso                | Transito                |
| Transito                | Esp. Lim. Southern      | Transito                |